# Hirschfeld-Blick
Der Hirschfeld-Blick ist eine nach Christian Cay Lorenz Hirschfeld benannte Grünfläche im Stadtteil Düsternbrook der schleswig-holsteinischen Landeshauptstadt Kiel. Die kleine Parkanlage mit einem Weg hinunter zur Kieler Förde ist ca. 2000 m² groß und befindet sich zwischen Bismarckallee und Kiellinie.

## Geschichte
Kurz nach Hirschfelds 200. Todestag wurde 1993 die bisher namenlose Grünanlage mit dem Treppenweg zwischen Kieler Förde und dem Rondeel an der Bismarckallee Hirschfeldblick getauft.  
Die Gedenktafel aus Granit wurde 1997 dort aufgestellt.